# Садуляки
Садуляки (пол. Sadulaki) — село в Польщі, у гміні Клюки Белхатовського повіту Лодзинського воєводства.
У 1975-1998 роках село належало до Пйотрковського воєводства.